# مرغ دوزنده جلوحنایی
مرغ دوزنده جلوحنایی (نام علمی: Orthotomus frontalis) نام یک گونه از سرده مرغ دوزنده است.